# Домингес, Рохелио
Рохелио Антонио Домингес Лопес (исп. Rogelio Antonio Domínguez López; 9 марта 1931, Буэнос-Айрес — 23 июля 2004, Буэнос-Айрес) — аргентинский футболист, вратарь. Он играл за «Реал Мадрид», с которым дважды выигрывал Кубок европейских чемпионов УЕФА в 1959 и 1960 годах. Он был в составе сборной Аргентины на чемпионате мира 1962.

## Клубная карьера
Домингес был замечен во время матча одним из создателей знаменитого клуба «Ривер Плейт», Карлосом Пеуселье. Он убедил Домингеса начать тренироваться с «Ривер Плейт» начиная с марта 1946 года. Ему было семнадцать лет, когда его заметили скауты «Расинг Авельянеда», и он был немедленно куплен.
В 1957 году Домингес подписал контракт с «Реал Мадридом», Испания, после нескольких успешных сезонов с клубом он вернулся в Южную Америку, где играл за «Ривер Плейт» и «Велес Сарсфилд» в Аргентине; за «Серро» и «Насьональ» в Уругвае и за «Фламенго» в Бразилии.

## Международная карьера
В 1951 году в составе Аргентины он выиграл чемпионат Панамерики по футболу. Всего за сборную он играл в течение 12 лет, с 1951 по 1963 год. Он признавался Лучшим вратарём Америки в течение двух сезонов подряд. В 1956 и 1957 году он участвовал в чемпионате Южной Америки, в 1957 году Аргентина выиграла титул.

## После окончания карьеры
После 20 лет успешной игровой карьеры в 1970 году он перестал играть и в возрасте 40 лет стал тренером «Сан-Лоренсо де Альмагро», аргентинского вице-чемпиона 1971 года. В дальнейшем он тренировал «Чакарита Хуниорс» (1972), «Бока Хуниорс» (1973—1975), «Химнасия и Эсгрима» (1976), снова «Сан-Лоренсо» (1977), «Атлетико Тукуман», «Лома Негра», «Кильмес» и «Расинг Авельянеда».
Домингес умер от сердечного приступа 23 июля 2004 года в больнице Пиньеро, Буэнос-Айрес.